# Cambarincola osceolai
Cambarincola osceolai är en ringmaskart som beskrevs av Hoffman 1963. Cambarincola osceolai ingår i släktet Cambarincola och familjen Cambarincolidae. Inga underarter finns listade i Catalogue of Life.